# Yui Ishikawa
Yui Ishikawa (石川 由依?, Ishikawa Yui; Hyōgo, 30 maggio 1989) è una doppiatrice giapponese.

## Doppiaggio

### Anime
- Heroic Age (2007) – Dianeira
- Pokémon: Le origini (2013) – Reina
- Gundam Build Fighters (2013 – 2014) – China Kōsaka
- Aikatsu! (2014 – 2016) – Hinaki Shinjo
- L'attacco dei giganti (2013 – 2023) – Mikasa Ackerman
- Attacco! A scuola coi giganti (2015) – Mikasa Ackerman
- Seraph of the End (2015) – Shigure Yukimi
- Girlish Number (2016) – Koto Katakura
- La forma della voce - A Silent Voice (2016) – Miyoko Sahara
- Qualidea Code (2016) – Canaria Utara
- Eromanga-sensei (2017) – Tomoe Takasago
- Violet Evergarden (2018) – Violet Evergarden
- Azur Lane (2019) – USS Enterprise
- Aikatsu Planet! (2021) – Haute Couture Mirror
- Tropical-Rouge! Pretty Cure (2021) – Minori Ichinose/Cure Papaya
- That Time I Got Reincarnated as a Slime (2021) – Kagali
- The Aquatope on White Sand (2021) – Chiyu Haebara
- Amaim Warrior at the Borderline (2021) – I-LeS Kai
- Hakozume: Kōban Joshi no Gyakushū (2022) – Seiko Fuji
- Platinum End (2022) – Manami Yumiki
- Akebi's Sailor Uniform (2022) – Riri Minakami[1]
- Black Rock Shooter: Dawn Fall (2022) – Empress (Black Rock Shooter)
- Arknights: Prelude to Dawn (2022) – Liskarm
- Kōri Zokusei Danshi to Kūru na Dōryō Joshi (2022) – Fuyutsuki-san
- Nier: Automata Ver1.1a (2023) – 2B
- Alice Gear Aegis Expansion (2023) – Fumika Momoshina
- The Apothecary Diaries (2023)
- Undead Unluck (2023) - Mui
- Viral Hit (2024) - Choi Bo-mi
- Mobile Suit Gundam GQuuuuuuX (2025) - Nyaan
- Guilty Gear -STRIVE-: Dual Rulers (2025) - Unika
- Solo Leveling (2025) - Kanae Tawata
- CITY the Animation (2025) - Wako Izumi, Dio

### Videogiochi
- Granblue Fantasy (2014) – Rosamia, Mikasa Ackerman
- Sword Art Online: Hollow Fragment (2014) – Philia
- Pokken Tournament (2015) – Anne
- Fate/Grand Order (2015) – Ruler/Morgan Le Fay
- Sword Art Online: Lost Song (2015) – Philia
- A.O.T.: Wings of Freedom (2016) – Mikasa Ackerman
- Sword Art Online: Hollow Realization (2016) – Philia
- Accel World Vs. Sword Art Online: Millennium Twilight (2017) – Philia
- Azur Lane (2017) – USS Enterprise
- Nier: Automata (2017) – 2B
- A.O.T. 2 (2018) – Mikasa Ackerman
- Ni no kuni II: Il destino di un regno (2018) - Amina
- Punishing: Gray Raven (2018) – Lucia
- Sword Art Online: Fatal Bullet (2018) – Philia
- Soulcalibur VI (2018) – 2B
- LoveR (2019) – Rinze Himenogi
- Tokyo Chronos (2019) – Karen Nikaidō
- Eve: Rebirth Terror (2019) – Mayo Fukaura
- Arknights (2019) – Liskarm, Nightingale
- Samurai Shodown (2019) – Mina Majikina
- Gunvolt Chronicles: Luminous Avenger iX (2019) – Blade
- Sakura Wars (2019) –  Kaoru Ringou
- Illusion Connect (2020) - Frantiva
- Tales of Crestoria (2020) - Misella
- Blue Archive (2021) - Asuma Toki
- NieR Replicant ver.1.22474487139... (2021) - Amministratore femmina
- Nier Re[in]carnation (2021) – 2B, 2P
- Guilty Gear -STRIVE- (2021) – Unika
- Monster Hunter Rise: Sunbreak (2022) - Fiorayne
- Alice Gear Aegis CS: Concerto of Simulatrix (2022) - Fumika Momoshina
- Valkyrie Elysium (2022) - Hilde
- Goddess of Victory: Nikke (2022) – Rapi, 2B
- Honkai: Star Rail (2023) – Stelle
- Omega Strikers (2023) - Era
- Master Detective Archives: Rain Code (2023) - Halara Nightmare
- Genshin Impact (Ver. 4.0, 2023) - Clorinde
- Infinity Strash - Dragon Quest: The Adventure of Dai (2023) – Amy
- Sword Art Online: Last Recollection (2023) – Philia
- Naruto x Boruto: Ultimate Ninja Storm Connections (2023) – Nanashi
- Granblue Fantasy: Versus Rising (2023) – 2B
- Rise of the Ronin (2024) – Voce Avatar femminile 1/Lama gemella
- Wuthering Waves (2024) – Yangyang
- Visions of Mana (2024) – Hinna
- Card-en-Ciel (2024) – Blade
- Metaphor: ReFantazio (2024) – Maria Alces
- Fantasy Life i: La ragazza che ruba il tempo (2025) – Rouge
- Rune Factory: Guardians of Azuma (2025) – Kaguya